# Benjamin von der Ahe
Benjamin von der Ahe (* Mai 1976 in Frankfurt am Main) ist ein deutscher Politiker.

## Leben
Aufgewachsen ist von der Ahe im ostfriesischen Leer, wo er 1995 Abitur machte. Seinen Zivildienst leistete er in Hannover ab. Der ausgebildete Fachinformatiker studierte von 1997 bis 2000 Wirtschaftswissenschaften an der Universität Hannover sowie von 2004 bis 2009 Public Management an der HWR Berlin und HTW Berlin und schloss das Studium als Diplom-Kaufmann ab. Heute analysiert und erforscht er die Zivilgesellschaft und Non-Profit-Organisationen bei PHINEO, bei der er als Social Impact Analyst arbeitet.

## Politik
Mitglied von Bündnis 90/Die Grünen ist er seit 1998. Von April 2000 bis April 2001 war er Schatzmeister der Grünen Jugend Niedersachsen; von April 2001 bis April 2002 Bundesschatzmeister und von April 2002 bis Oktober 2003 Bundessprecher der Grünen Jugend.
Zur Bundestagswahl 2002 war Benjamin von der Ahe grüner Direktkandidat im Wahlkreis Unterems. Bei der Europawahl 2004 kandidierte er auf Listenplatz 14 für Bündnis 90/Die Grünen, die jedoch nur 13 Mandate erringen konnten. Im März 2007 wurde er zum Landesschatzmeister von Bündnis 90/Die Grünen Berlin gewählt und schied im Herbst aus persönlichen Gründen wieder aus.
Von der Ahes politische Schwerpunktthemen sind die neuen Medien sowie die Umwelt- und Bildungspolitik. Im Jahr 2011 gründete er gemeinsam mit Markus Beckedahl und anderen den Verein Digitale Gesellschaft.